# Tubulinea
Classe
Les Tubulinea sont une classe de protistes de l'embranchement des Amoebozoa.

## Description
Les Tubulinea sont un groupe d'amibes caractérisées par leurs pseudopodes tubulaires, subcylindriques ou capables de modifier leur forme locomotrice d'un aspect aplati et élargi vers un aspect subcylindrique. De plus, leur cytoplasme émet un flux monoaxial dans chaque pseudopode ou dans la cellule entière.
Ce taxon regroupe des protistes amiboïdes aplatis, élargis ou réticulés formant des structures uroïdales (c'est-à-dire en forme de queue) adhésives et ne possédant pas de glycocalyx différencié.

## Liste des ordres et familles
Selon IRMNG (4 janvier 2025) :
- Arcellinida
  - Arcellidae Ehrenberg, 1843
  - Bipseudostomatidae Snegovaya & Alekperov, 2005
  - Centropyxidae Jung, 1942
  - Cryptodifflugiidae
  - Cylindriflugiidae González-Miguéns et al., 2022
  - Difflugiidae
  - Distomatopyxidae
  - Heleoperidae
  - Hyalospheniidae Schulze, 1877
  - Lamtopyxidae
  - Lesquereusiidae
  - Microchlamyiidae
  - Microcoryciidae
  - Nebelidae
  - Netzeliidae Kosakyan, Lara, Gomaa & Lahr in Kosakyan et al., 2016
  - Paraquadrulidae
  - Phryganellidae
  - Plagiopyxidae
  - Shamkiriidae Snegovaya & Alekperov, 2005
  - Trigonopyxidae

- Echinamoebida
  - Echinamoebidae Page, 1975
  - Vermamoebidae Cavalier-Smith & Smirnov in Smirnov, Chao, Nassonova & Cavalier-Smith, 2011
- Euamoebida
  - Amoebidae Ehrenberg, 1838, stat. nov. Page, 1987
  - Hartmannellidae Volkonsky, 1931 emend. Smirnov et al., 2011
  - Nolandellidae Cavalier-Smith in Smirnov et al., 2011
  - Copromyxaceae : ⇔ Copromyxidae et Hartmannellidae
  - Copromyxidae Olive & Stoianovitch in Olive, 1975  ⇔ Hartmannellidae
- Leptomyxida
  - Flabellulidae Bovee, 1970 emend. Page, 1987
  - Gephyramoebidae Pussard & Pons, 1976
  - Leptomyxidae Pussard & Pons, 1976 emend. Page, 1987
  - Rhizamoebidae Smirnov, Nassonova, Geisen, Bonkowski, Kudryavtsev, Berney, Glotova, Bondarenko, Dyková, Mrva, Fahrni & Pawlowski, 2017
- Trichosida
  - Trichosidae Möbius, 1889 ⇔ Trichosphaeriidae Sheehan & Banner, 1973 (invalide, ne dérive pas directement d'un nom de genre)

Selon World Register of Marine Species (4 janvier 2025) :
- Arcellinida
  - Arcellidae
  - Centropyxidae
  - Cryptodifflugiidae
  - Difflugiidae
  - Hyalospheniidae
  - Lesquereusiidae
  - Microchlamyiidae
  - Phryganellidae
  - Trigonopyxidae

Selon GBIF (4 janvier 2025) :
- Leptomyxida
  - Nolandellidae
  - Trichosphaeriidae

Selon The Taxonomicon (4 janvier 2025) :
- Arcellinida Kent, 1880 - Amibes lobées à coquille
  - Arcellidae Ehrenberg, 1843
  - Centropyxidae Jung, 1942
  - Cryptodifflugiidae Jung, 1942
  - Difflugiidae Wallich, 1864
  - Distomatopyxidae Bonnet, 1970 [monotype]
  - Echinamoebidae Page, 1975 [monotype]
  - Heleoperidae Jung, 1942
  - Hyalospheniidae Schultze, 1877
  - Lamtopyxidae Bonnet, 1974 [monotype]
  - Lesquereusiidae Jung, 1942
  - Microchlamyiidae Ogden, 1985
  - Microcoryciidae de Saedeleer, 1934
  - Nebelidae Taranek, 1882
  - Nolandellidae Cavalier-Smith, 2011 [monotype]
  - Paraquadrulidae Deflandre, 1953
  - Phryganellidae Jung, 1942 [monotype]
  - Plagiopyxidae Bonnet & Thomas, 1960
  - Trigonopyxidae Loeblich & Tappan, 1964
  - Vermamoebidae Cavalier-Smith & Smirnov, 2011 [monotype]
- Euamoebida Lepşi, 1960
  - Amoebidae Ehrenberg, 1838
  - Hartmannellidae Volkonsky, 1931
- Leptomyxida Pussard & Pons, 1976
  - Flabellulidae Bovee, 1970
  - Gephyramoebidae Pussard & Pons, 1976 [monotype]
  - Leptomyxidae Pussard & Pons, 1976

## Systématique
Le nom valide de ce taxon est Tubulinea  Smirnov (d), Nassonova (d), Berney (d), Fahrni (d), Bolivar (d) & Pawlowski (d), 2005 , .
Tubulinea a pour synonyme : Acarpomyxa.

## Publication originale
- (en) Alexey Smirnov, Elena Nassonova, Cédric Berney, José Fahrni, Ignacio Bolivar et Jan Pawlowski, « Molecular Phylogeny and Classiﬁcation of the Lobose Amoebae », Protist, Elsevier, vol. 156, no 2,‎ août 2005, p. 129-142 (ISSN 1434-4610 et 1618-0941, PMID 16171181, DOI 10.1016/J.PROTIS.2005.06.002, lire en ligne).